# Gabriele Magni
Gabriele Magni (Pistoia, 3 dicembre 1973) è un ex schermidore italiano, specializzato nel fioretto e nella spada.

## Biografia

### Carriera sportiva
Inizia a praticare la scherma alla “Chiti Scherma Pistoia 1894” nel 1978 seguendo così le orme del fratello maggiore Luca.
Nel 1989 entra nella nazionale di fioretto e ci rimane fino al 2004 per poi dedicarsi alla spada, specializzandosi così in entrambe le armi. 
Dopo aver partecipato ai Giochi olimpici di Atlanta 1996 è stato medaglia di bronzo a Sydney 2000, dopo il quale viene insignito dell'onorificenza di "Cavaliere al merito della Repubblica" nel 2000.
Nel 1996 ha conquistato la Coppa del mondo a squadre di fioretto e nel 2001, ancora a squadre, il bronzo ai Campionati europei di Funchal.
Nel 1997 si laurea Campione Italiano assoluto.
Nel 2010, dopo dodici anni, esce dal Gruppo Sportivo Fiamme Oro della Polizia di Stato, nello stesso anno subisce un infortunio che ne limita l'attività per svariati mesi.
Nel 2013 diviene Delegato Provinciale del Coni pistoiese, dal luglio del 2017 al settembre del 2020 è assessore allo sport ed alle innovazioni informatiche del comune di Pistoia.

## Palmarès
In carriera ha ottenuto i seguenti risultati:
 Giochi olimpici 
Individuale
A squadre
- Bronzo nel fioretto a Sydney 2000

Europei
Individuale
A squadre
- Bronzo nel fioretto a Funchal 2000

 Campionati italiani 
Individuale
- Oro nel fioretto a Bolzano 1997

A squadre
- Oro nel fioretto a Conegliano Veneto 2002
- Bronzo nel fioretto a Tivoli 2009

 Coppa del mondo 
Individuale
A squadre
- nella classifica generale del fioretto 1995-96
- nella classifica generale del fioretto 1999-00